# Ferdinand Pettersons mekaniska verkstad

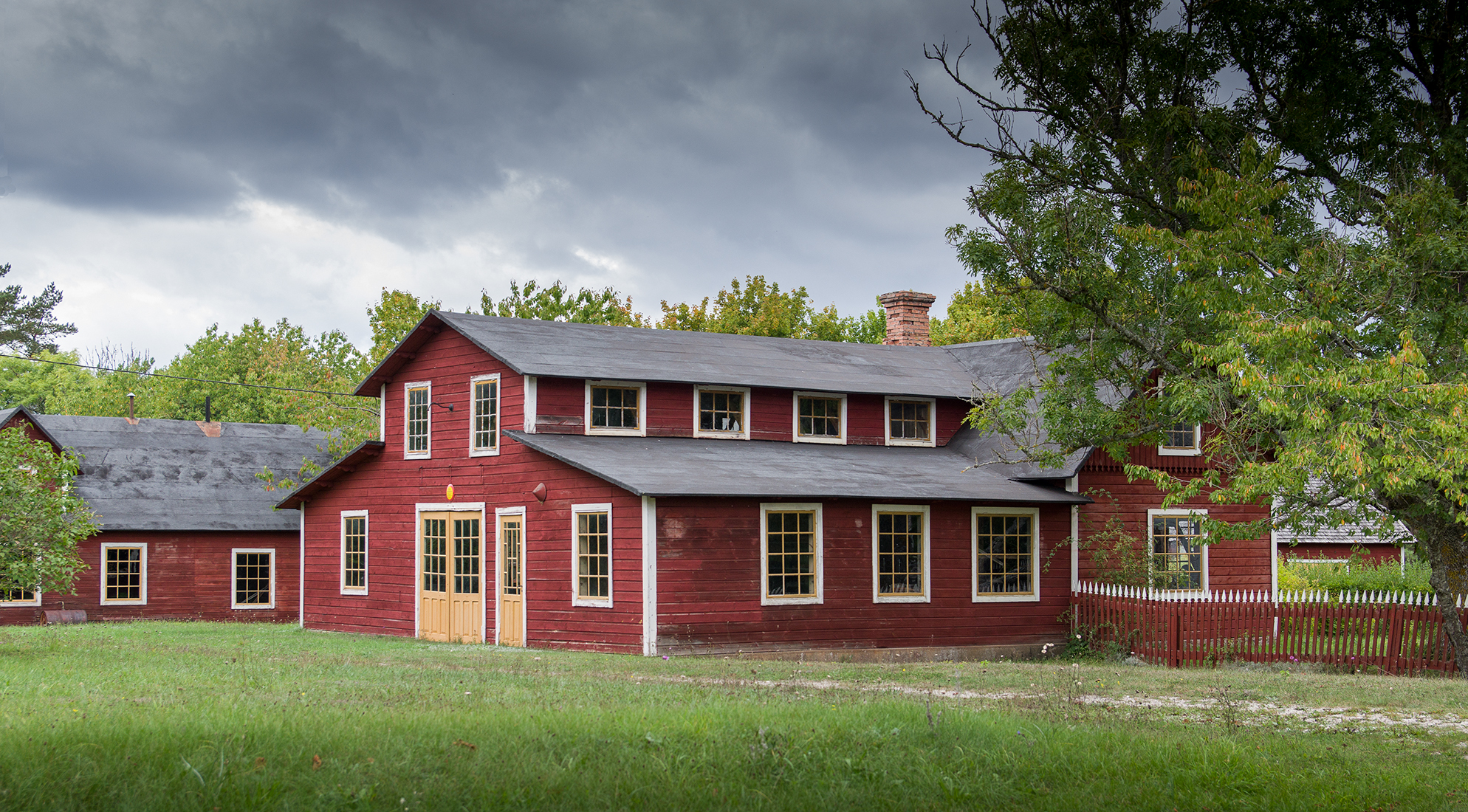

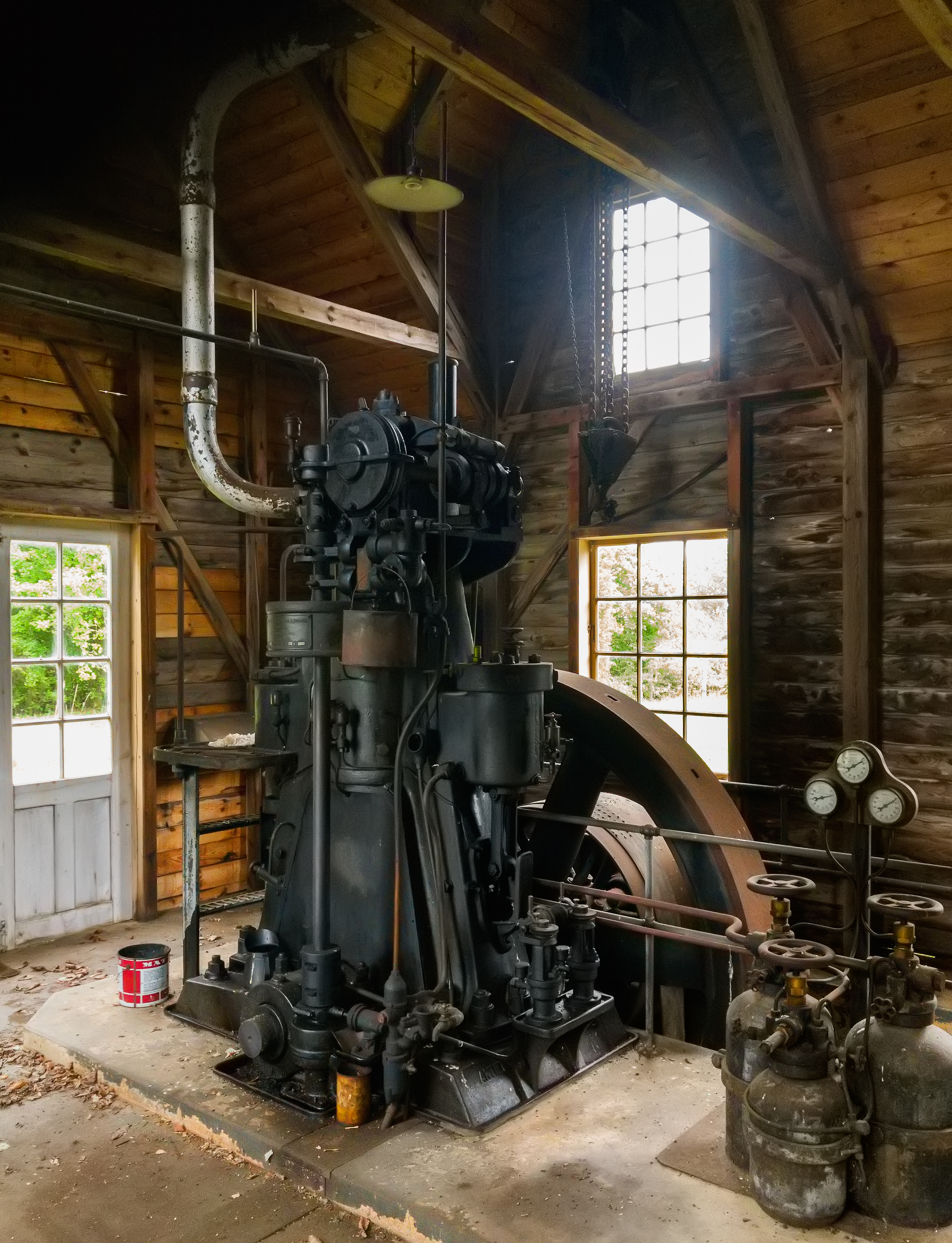
En av Sveriges äldsta och största fungerande industridieselmotorer. Installerad 1927. Patent Rudolf Diesel.

Ferdinand Pettersons mekaniska verkstad är en verkstad i Eksta socken på sydvästra Gotland.

## Historia
Ferdinand Pettersson föddes 1878 på ett småbruk i Eksta socken på sydvästra Gotland. Han blev byggnadssnickare men 1905 startade han eget, till att börja med att reparera cyklar. Stegvis byggde han sedan upp verkstaden som kom att omfatta sju byggnader utöver boningshuset och ladugården.
En huvudnäring var att reparera jordbruksmaskiner. Tröskverk, pressar och traktorer. Huvudbyggnaden hade portar stora nog att ta in den tidens största maskiner. 
På verkstaden monterades cyklar med eget märke. För cykellackering byggde Ferdinand Pettersson en för tiden modern brännugn för brännlackering, troligen redan på 1920-talet. Man var också återförsäljare av cyklar av olika märken.
Pettersson konstruerade och producerade sågverksutrustning. Verkstaden producerade stubbrytare som såldes på hela Gotland. 
Verkstaden hade eget elverk med laddningsstation av batterier till radioapparater. Först drevs det med lokomobil, senare med den stora dieselmotorn som installerades 1927. Patent Rudolf Diesel. Den drev alla maskinerna i flera byggnader via ett system med roterande axlar, remhjul och remmar. 
Verkstaden hade även en såg och spånsåg. Som ett fristående bolag hade man spåntfräs, listhyvel och kvarn med kross.
Anläggningen byggnadsminnesförklarades 1987. Verkstadsbyggnaderna hade då genomgått en restaurering 1986-1987.